# Kisbárapáti, Somogy
Kisbárapáti  este un sat în districtul Tab, județul Somogy, Ungaria, având o populație de 432 de locuitori (2011). 

## Demografie
Componența etnică a satului Kisbárapáti
     Maghiari (91,03%)
     Romi (8,05%)
     Germani (0,92%)
Componența confesională a satului Kisbárapáti
     Romano-catolici (68,29%)
     Fără religie (8,8%)
     Reformați (4,86%)
     Necunoscută (18,06%)
     Alte religii (1,16%)
Conform recensământului din 2011, satul Kisbárapáti avea 432 de locuitori. Din punct de vedere etnic, majoritatea locuitorilor (91,03%) erau maghiari, cu o minoritate de romi (8,05%).  Din punct de vedere confesional, majoritatea locuitorilor (68,29%) erau romano-catolici, existând și minorități de persoane fără religie (8,8%) și reformați (4,86%). Pentru 18,06% din locuitori nu este cunoscută apartenența confesională.